# والسلبن (زاکسن-آنهالت)
والسلبن (به آلمانی: Walsleben) یک منطقهٔ مسکونی در آلمان است که در استربورگ (آلتمارک) واقع شده‌است. والسلبن ۴۵۱ نفر جمعیت دارد.